# Gauliga Erzgebirge
Die Gauliga Erzgebirge (auch 1. Klasse Erzgebirge) war eine der obersten Fußballligen des Verbandes Mitteldeutscher Ballspiel-Vereine (VMBV). Sie wurde 1912 ins Leben gerufen und bestand bis zur Auflösung des VMBV 1933. Der Sieger qualifizierte sich für die Endrunde der mitteldeutschen Fußballmeisterschaft.

## Überblick
Am 29. September 1912 erfolgte in Schneeberg die offizielle Gründung des Gaues Erzgebirge, die Gauliga wurde mit sechs Teilnehmern ausgetragen. Zur folgenden Spielzeit wurde die Anzahl der Vereine auf neun erhöht. Da in der Gauliga Erzgebirge im Frühjahr-Herbst-Rhythmus gespielt wurde, begannen bereits im Mai 1914 die Verbandsspiele für die Spielzeit 1914/15. Nach Ausbruch des Ersten Weltkrieges Mitte 1914 wurde die Meisterschaft jedoch nicht beendet. Anders als in anderen Gauligen fand während des Krieges kein Spielbetrieb statt. 1916 wurde zwar versucht, die 1. Klasse mit den Vereinen FC Sachsen Schneeberg, FC Alemannia Aue, Concordia Schneeberg und FC 1910 Lößnitz auszuspielen, die Liga wurde jedoch nicht zu Ende gespielt.
Im Zuge der Spielklassenreform des VMBV 1919 war die Gauliga Erzgebirge nur noch zweitklassig. Mit der Kreisliga Mittelsachsen wurde eine neue oberste Spielklasse geschaffen, die neben dem Gau Erzgebirge noch die Gaue Mittelsachsen, Obererzgebirge und Südwestsachsen beinhalteten. Diese Kreisliga wurde von den Chemnitzer Vereinen dominiert, keine Mannschaft aus dem Gau Erzgebirge konnte in diese oberste Kreisliga vordringen. Zur Spielzeit 1923/24 wurden die Kreisligen wieder abgeschafft, fortan war die Gauliga Erzgebirge bis 1933 erneut erstklassig. Mit der Gauliga Obererzgebirge spaltete sich ein Teil des Gaus ab und spielte eine eigene Gaumeisterschaft aus. Die Teilnehmeranzahl in den 1920ern variierte zwischen sieben und neun Vereinen. 1925 wechselten die Vereine aus Schneeberg in den Gau Westsachsen. Zur Spielzeit 1930/31 schloss sich der Gau Obererzgebirge wieder dem Gau Erzgebirge an, der Spielbetrieb fand fortan in den beiden Staffeln Erzgebirge und Obererzgebirge statt, die beiden Staffelsieger spielten in einem Finale den Gaumeister aus.
Im Zuge der Gleichschaltung wurde der VMBV und demzufolge auch die Gauliga Erzgebirge, wenige Monate nach der Machtübernahme der Nationalsozialisten im Jahre 1933 aufgelöst. Kein Verein aus diesem Gau qualifizierte sich für die neu eingerichtete erstklassige Gauliga Sachsen, stattdessen wurden die Vereine in die unteren Spielklassen eingeordnet. 
Die Gauliga Erzgebirge wurde in den 1920ern vom FC Viktoria Lauter dominiert, der fünf Gaumeisterschaften gewinnen konnte. Anfang der 1930er erreichte Saxonia Bernsbach zweimal den Sieg in der Gauliga.

## Einordnung
Die übermäßige Anzahl an erstklassigen Gauligen innerhalb des VMBVs hatte eine Verwässerung des Spielniveaus verursacht, es gab teilweise zweistellige Ergebnisse in den mitteldeutschen Fußballendrunden. Die Vereine aus der Gauliga Erzgebirge gehörten zu den spielschwächsten Vereinen im Verband. Kein einziges Mal konnte der Gaumeister Erzgebirges sportlich die erste Runde in der mitteldeutschen Fußballendrunde überstehen, nur 1925/26 wurde Viktoria Lauter wegen Protest gegen die Spielwertung in die 2. Runde der mitteldeutschen Fußballendrunde übernommen. In der ersten Runde gab es bereits meist hohe Niederlagen, so verloren die Gaumeister Erzgebirges 1913/14 (0:14 gegen den Chemnitzer BC), 1923/24 (1:14 gegen den Zwickauer SC), 1926/27 (0:10 gegen den Dresdner SC) und 1930/31 (1:10 gegen den 1. Vogtländischer FC Plauen) gar zweistellig.
Auch in der ab 1933 ausgespielten Gauliga Sachsen konnte sich kein Verein aus der ehemaligen Gauliga Erzgebirge qualifizieren. Die SG Lauter (Zusammenschluss von Viktoria Lauter und Waldhaus Lauter) erreichte aber immerhin die Aufstiegsrunde zur Gauliga Sachsen 1940/41.

## Meister der Gauliga Erzgebirge 1913–1933
| Jahr    | Gaumeister Erzgebirge   | Abschneiden mitteldt. Meisterschaft a | Mitteldeutscher Meister       |
| ------- | ----------------------- | ------------------------------------- | ----------------------------- |
| 1912/13 | FC Alemannia Aue b      | keine Teilnahme                       | VfB Leipzig                   |
| 1913/14 | Concordia Schneeberg    | 1. Runde (1)                          | SpVgg 1899 Leipzig-Lindenau   |
| 1914/15 | abgebrochen             | keine mitteldeutsche Endrunde         | keine mitteldeutsche Endrunde |
| 1915/16 | abgebrochen             | abgebrochen                           | FC Eintracht Leipzig          |
| 1916/17 | kein Spielbetrieb       | kein Spielbetrieb                     | Hallescher FC 1896            |
| 1917/18 | kein Spielbetrieb       | kein Spielbetrieb                     | VfB Leipzig                   |
| 1918/19 | kein Spielbetrieb       | kein Spielbetrieb                     | Hallescher FC 1896            |
| 1919/20 | Kreisliga Mittelsachsen | Kreisliga Mittelsachsen               | VfB Leipzig                   |
| 1920/21 | Kreisliga Mittelsachsen | Kreisliga Mittelsachsen               | FC Wacker Halle               |
| 1921/22 | Kreisliga Mittelsachsen | Kreisliga Mittelsachsen               | SpVgg 1899 Leipzig-Lindenau   |
| 1922/23 | Kreisliga Mittelsachsen | Kreisliga Mittelsachsen               | SV Guts Muts Dresden          |
| 1923/24 | VfL Schneeberg          | 1. Runde (1)                          | SpVgg 1899 Leipzig-Lindenau   |
| 1924/25 | FC Viktoria Lauter      | 1. Runde (1)                          | VfB Leipzig                   |
| 1925/26 | FC Viktoria Lauter      | 2. Runde (2)                          | Dresdner SC                   |
| 1926/27 | FC Viktoria Lauter      | 1. Vorrunde (1)                       | VfB Leipzig                   |
| 1927/28 | BC Olympia Grünhain     | 1. Vorrunde (1)                       | FC Wacker Halle               |
| 1928/29 | FC Viktoria Lauter      | 1. Vorrunde (1)                       | Dresdner SC                   |
| 1929/30 | FC Viktoria Lauter      | 1. Vorrunde (1)                       | Dresdner SC                   |
| 1930/31 | Saxonia Bernsbach       | 1. Runde (1)                          | Dresdner SC                   |
| 1931/32 | Saxonia Bernsbach       | 1. Vorrunde (1)                       | PSV Chemnitz                  |
| 1932/33 | SV Sturm Beierfeld      | 1. Vorrunde (1)                       | Dresdner SC                   |

## Rekordmeister
Rekordmeister der Gauliga Erzgebirge ist der FC Viktoria Lauter, der den Titel fünf Mal gewinnen konnten.
|  | Verein               | Titel | Jahr                                        |
|  | -------------------- | ----- | ------------------------------------------- |
|  | FC Viktoria Lauter   | 5     | 1924/25, 1925/26, 1926/27, 1928/29, 1929/30 |
|  | Saxonia Bernsbach    | 2     | 1930/31, 1931/32                            |
|  | FC Alemannia Aue     | 1     | 1912/13                                     |
|  | Concordia Schneeberg | 1     | 1913/14                                     |
|  | VfL Schneeberg       | 1     | 1923/24                                     |
|  | BC Olympia Grünhain  | 1     | 1927/28                                     |
|  | SV Sturm Beierfeld   | 1     | 1932/33                                     |

## Ewige Tabelle
Berücksichtigt sind alle überlieferten Spielzeiten der erstklassigen Gauliga Erzgebirge von 1912 bis 1933 inklusive der Entscheidungsspiele der Staffelmeister ab 1930. Die vollständige Abschlusstabelle der Meisterschaft 1913/14 ist nicht überliefert, daher ist für diese Spielzeit nur die Teilnahme berücksichtigt. Ähnlich sind die Abschlusstabellen der Staffel Obererzgebirge 1931/32 und 1932/33 nicht komplett überliefert, auch hier wurde nur die Teilnahme berücksichtigt. Da es in einigen Spielzeiten zu Spielen kam, die als Niederlage für beide Mannschaften gewertet wurden, gibt es mehr Gegenpunkte als Punkte.
| Pl. | Verein                          | Jahre | Sp. | S  | U  | N  | T+  | T-  | Diff. | Punkte  | Ø-Pkt. | Titel | Spielzeiten               |
| --- | ------------------------------- | ----- | --- | -- | -- | -- | --- | --- | ----- | ------- | ------ | ----- | ------------------------- |
| 1.  | FC Viktoria Lauter              | 10    | 128 | 76 | 12 | 40 | 392 | 264 | +128  | 164:92  | 1,28   | 5     | 1923–1933                 |
| 2.  | SV Sturm Beierfeld              | 10    | 134 | 75 | 12 | 47 | 344 | 271 | +73   | 162:106 | 1,21   | 1     | 1923–1933                 |
| 3.  | FC Tanne Thalheim               | 10    | 130 | 60 | 12 | 58 | 292 | 287 | +5    | 132:128 | 1,02   | 0     | 1923–1930                 |
| 4.  | Saxonia Bernsbach               | 7     | 102 | 60 | 3  | 39 | 261 | 203 | +58   | 123:81  | 1,21   | 2     | 1924–1926, 1928–33        |
| 5.  | VfB 1914 Zwönitz                | 10    | 129 | 49 | 8  | 72 | 251 | 305 | −54   | 106:152 | 0,82   | 0     | 1923–33                   |
| 6.  | VfR Auerhammer                  | 7     | 94  | 38 | 10 | 46 | 223 | 243 | −20   | 86:102  | 0,91   | 0     | 1926–33                   |
| 7.  | BC Olympia Grünhain             | 8     | 103 | 30 | 10 | 63 | 168 | 293 | −125  | 70:136  | 0,68   | 1     | 1923–1930, 1932/33        |
| 8.  | Alemannia Aue                   | 6     | 57  | 30 | 3  | 24 | 123 | 112 | +11   | 63:51   | 1,11   | 1     | 1912–1914, 1923–27        |
| 9.  | VfB Aue-Zelle                   | 3     | 42  | 18 | 6  | 18 | 102 | 100 | +2    | 42:42   | 1      | 0     | 1929–32                   |
| 10. | VfL Schneeberg                  | 2     | 25  | 19 | 0  | 6  | 69  | 27  | +42   | 38:12   | 1,52   | 1     | 1923–25                   |
| 11. | SC Waldhaus Lauter              | 2     | 28  | 15 | 5  | 8  | 97  | 52  | +45   | 35:21   | 1,25   | 0     | 1931–33                   |
| 12. | VfB 1912 Geyer                  | 4     | 18  | 12 | 2  | 4  | 54  | 32  | +22   | 26:10   | 1,44   | 0     | 1912/13, 1930–33          |
| 13. | DSC Weipert                     | 3     | 21  | 12 | 1  | 8  | 72  | 40  | +32   | 25:17   | 1,19   | 0     | 1930–33                   |
| 14. | VfB 09 Annaberg                 | 3     | 16  | 9  | 5  | 2  | 69  | 31  | +38   | 23:90   | 1,44   | 0     | 1930–33                   |
| 15. | FC Cranzahl                     | 3     | 16  | 10 | 2  | 4  | 44  | 19  | +25   | 22:10   | 1,38   | 0     | 1930–33                   |
| 16. | Concordia Schneeberg            | 2     | 10  | 9  | 0  | 1  | 29  | 10  | +19   | 18:20   | 1,8    | 1     | 1912–14                   |
| 17. | Eibenstocker BC                 | 4     | 50  | 6  | 5  | 39 | 76  | 161 | −85   | 17:83   | 0,34   | 0     | 1912/13, 1927–29, 1930/31 |
| 18. | TuSV 1911 Bärenstein            | 3     | 16  | 7  | 2  | 7  | 41  | 48  | −7    | 16:16   | 1      | 0     | 1930–33                   |
| 19. | VfR 1913 Elterlein              | 3     | 16  | 5  | 1  | 10 | 35  | 51  | −16   | 11:21   | 0,69   | 0     | 1930–33                   |
| 20. | BC 1913 Jahnsbach               | 3     | 16  | 4  | 2  | 10 | 25  | 53  | −28   | 10:22   | 0,63   | 0     | 1930–33                   |
| 21. | FC 1910 Lößnitz                 | 2     | 23  | 4  | 1  | 18 | 17  | 68  | −51   | 9:37    | 0,39   | 0     | 1923–25                   |
| 22. | FC Wacker Schwarzenberg         | 1     | 10  | 4  | 0  | 6  | 6   | 36  | −30   | 8:12    | 0,8    | 0     | 1912/13                   |
| 23. | FC Sachsen Schneeberg           | 2     | 10  | 3  | 1  | 6  | 10  | 23  | −13   | 7:13    | 0,7    | 0     | 1912–14                   |
| 24. | BC Ehrenfriedersdorf            | 1     | 16  | 3  | 1  | 12 | 30  | 64  | −34   | 7:25    | 0,44   | 0     | 1930/31                   |
| 25. | FC Sachsen Annaberg             | 2     | 10  | 3  | 0  | 7  | 19  | 13  | +6    | 6:14    | 0,6    | 0     | 1912–14                   |
| 26. | BV 1908 Thum                    | 3     | 16  | 2  | 2  | 12 | 18  | 61  | −43   | 6:26    | 0,38   | 0     | 1913/14, 1930/31, 1932/33 |
| 27. | BC S.Vg. Niederschlema 1912     | 1     | 0   | 0  | 0  | 0  | 0   | 0   | ±0    | 0:0     | 0      | 0     | 1913/14                   |
| 28. | FC Sturmvogel Ehrenfriedersdorf | 1     | 0   | 0  | 0  | 0  | 0   | 0   | ±0    | 0:0     | 0      | 0     | 1913/14                   |
| 29. | VfR Buchholz                    | 1     | 0   | 0  | 0  | 0  | 0   | 0   | ±0    | 0:0     | 0      | 0     | 1931/32                   |